# Baba Cloanța
Baba Cloanța este un personaj din mitologia românească. În tradiția populară românească este o vrăjitoare considerată o femeie urâtă, rea, ce sperie oamenii, sihastră, locuind în adâncul pădurii. Sinonim cuvântului poate fi considerat Muma Pădurii.